# Мопан (народ)
Мопан — субэтническая группа народа майя. Они проживают в Белизе и Гватемале.

## История
В XVIII и XIX веках британцы вытеснили мопанов из Белиза в Эль-Петен. Там они подвергались принудительному труду и высоким налогам, из-за чего им пришлось вернуться в Белиз. Изначально мопаны поселились недалеко от современного Пуэбло-Вьехо, но гватемальские власти заявили, что они всё ещё находятся на территории Гватемалы, поэтому в 1889 году они переселились дальше на восток и основали Сан-Антонио.
По данным переписи 2010 года, 10 557 жителей Белиза указали свою этническую принадлежность как мопан-майя. Это составляет примерно 3% населения.

## Культура
Народ мопан майя исповедует духовность, связанную с католической верой майя. Важным фактором, повлиявшим на упадок этих традиционных практик, стало влияние протестантских миссионеров-евангелистов.
У народа мопан майя нет письменных традиций, поэтому сохранение их культуры зависит от устной передачи.

### Язык
Язык народа мопан — язык мопан. Он относится к юкатекской ветви майяских языков. На языке мопан говорят несколько тысяч представителей народа мопан, проживающих в Белизе и Гватемале.

### Религия
Какао-дерево играло важную роль в религиозной жизни народа мопан-майя. Какао-дерево известно в общине мопан как церемониальное дерево. Местные жители называют его куку. Считается, что и само дерево, и его плоды содержат духов.
Традиционная религия народа мопан — католицизм майя. В рамках этой религии народ мопан майя употребляет напитки из какао на религиозных праздниках. Однако с 1970-х годов многие жители деревни мопан отошли от католицизма майя и присоединились к протестантским группам. В результате они отвергают верования, связанные с духовными аспектами мира природы.

## Сельское хозяйство
Экономика общины Мопан основана на сельском хозяйстве. Жители Мопана издавна были мелкими независимыми фермерами. Члены общины Мопан обладают обширными знаниями о местной флоре и фауне.
Народ мопан выращивает кукурузу, бобы и рис. Эти культуры являются товарными. Какао-дерево и выращивание какао приносят народу мопан финансовую выгоду. Они смогли наладить отношения с компаниями, заинтересованными в покупке какао, в том числе с Hummingbird Highway, Hershey Company и Green & Black's.